# Ludlow (Iowa)
Pour les articles homonymes, voir Ludlow (homonymie).
Ludlow est une communauté non constituée en municipalité, du comté d'Allamakee en Iowa, aux États-Unis.
Le bureau de poste est inauguré en 1867 et fermé en 1901.